# 梁上棟
梁上栋（1887年—1957年7月12日）字次楣，山西崞县（今定襄县）北社村人。中国民主革命家，中华民国政治人物。

## 生平

### 生平
光緒三十二年，於山西西學專齋第三期畢業，取列中等，准作舉人。後考取了官费赴英国留学，入伯明翰大学工科。在英国留学期间，他于1910年在伦敦加入了中国同盟会。
1912年，梁上栋归国，当时正逢南北议和，山西都督阎锡山被袁世凯派陆军第三镇卢永祥部驱逐至绥远，袁世凯认为山西都督已离开山西，山西民军已失败，遂命令谈判代表提出拒绝承认山西乃起义省份之一。梁上栋和南桂馨等人同南方革命党代表在上海进行联络，坚持山西应属起义省份。后来孙中山回国后，通过孙中山同袁世凯的交涉，山西为起义省份的地位获得袁世凯承认，陆军第三镇卢永祥部撤离山西省，山西都督阎锡山遂返回山西。
南京临时政府各部以“次长取实”，当时于右任为交通部次长，遂聘梁上栋为交通部参事。后来，梁上栋当选山西省议会议员，返回山西。1912年8月，中国同盟会等党派合并改组为国民党，梁上栋出任国民党山西支部理事。当时孙中山应邀到北京会晤袁世凯，后来受到山西各界及阎锡山敦请，遂来山西访问，梁上栋和谷思慎受阎锡山、国民党山西支部、山西国民公会等方面的委托，到北京迎接孙中山。同年9月17日，孙中山启程赴山西，梁上栋一路陪同，随行者还有主持国民党华北党务的张继、孙中山秘书吴铁城、教育部次长景耀月（山西人）、澳大利亚人端纳、交通部派出的照料人员叶恭绰等人。9月21日孙中山启程离开山西，梁上栋将其送至石家庄。

### 从北洋政府到国民政府
后来，梁上栋未继续学业（一说曾就读于陆军大学），历任中国国货银行董事长、陆军部外交事务处处长。第一次世界大战前后，他负责处理交战国在中国的事宜，例如日本对德国宣战后，德国、奥匈帝国俘虏的收容事宜，接收天津及汉口租界的事宜等。1919年第一次世界大战结束，他作为顾维钧的随从武官参加了中国代表团，赴巴黎和会。后来，他任国际联盟军事顾问会中国常务代表，还曾经被推举为第六届大会主席。1922年，他奉令归国，任接收青岛委员会主任委员兼胶澳保安处处长。
北伐之后，他出任国民革命军战地政务委员会委员、胶东军事外交特派员。阎锡山统治北平、天津时期，他任北平特别市社会局局长、参事、代市长等职。1930年，他任国民政府实业部商务司司长。1932年，他应傅作义的邀请，出任包头市政筹备处处长。1933年，他任国民政府财政部财政整理委员会委员。1937年，他被山西省商会推举为国民大会代表。

### 抗日战争中
抗日战争爆发后，梁上栋随国民政府迁至武汉，后当选第一届国民参政会参政员，并连任第二、三、四届。在国共摩擦中，他曾和邓颖超、许德珩、陶行知、莫德惠、陈嘉庚、仇鳌、張一麐、刘王立明、晏阳初诸位代表发表了“加强团结、停止摩擦”的谈话。梁上栋的谈话发表在1940年4月8日的《新华日报》上，其中他说，
我们有抗战到底的决心、决胜的信念。团结，这是与抗战、胜利不可分的东西，全国人民都是在抗战建国的旗帜下团结起来的，在艰苦的抗战工作中团结起来的，如今抗战的路途只走了一半，建国的大业还未完成，若分离，必然同归于尽，要共存只有坚持团结。
1937年10月，梁上栋作为国民政府军事委员会军风纪第一巡察团委员，在江西南昌抗日前线召集军事将领会议，遭到日军飞机轰炸受伤，其右臂被割去。后来他继续到浙江、江西前线巡察，获授陆军上将军衔，人称“独臂将军”，回到重庆时受到蒋介石、宋美龄夫妇设宴招待。1941年，他兼任国防最高委员会宪政实施促进委员会委员。他和中统方面不和，曾斥责姚大海等人迫害周北峰等人。

### 抗日战争后
抗日战争胜利后，梁上栋出任华北军事慰劳团副团长，后来他担任监察院监察委员、经济资源农村水利委员等职务。
1949年第二次国共内战末期，中华民国代总统李宗仁准备同中国共产党进行谈判。梁上栋为此曾经夜访李宗仁，称阎锡山对中共认识最深，鉴于太原战役中太原即将失陷，遂劝李宗仁电召阎锡山到南京开会。李宗仁听从了梁上栋的劝告，将阎锡山召到南京。后来阎锡山于同年6月组成了所谓的“战斗内阁”。
此后，梁上栋赴台湾。1954年，监察院副院长刘哲病逝，梁上栋接任。
1957年7月12日，梁上栋病逝。其副院长职务由同为山西人的李嗣璁接任。

## 家庭
- 父：梁善济